# George Simion
George-Nicolae Simion, né le 21 septembre 1986 à Focșani, est un homme politique roumain d'extrême droite, cofondateur et président de l'Alliance pour l'unité des Roumains (AUR). 
Il est élu député en 2020.
Lors de l'élection présidentielle de 2024, il arrive quatrième au premier tour avec 13,9 % des suffrages et apporte son soutien à Călin Georgescu. De nouveau candidat en 2025 après l'annulation du scrutin de l'année précédente et l'inéligibilité de Georgescu, il arrive largement en tête du premier tour mais perd le second avec 46,4 % des voix.

## Situation personnelle

### Origines

George Simion enfant, avec sa mère et sa sœur.

George Simion naît le 21 septembre 1986 à Focșani, chef-lieu du județ de Vrancea, en Roumanie.

### Formation
Il est diplômé du collège national Gheorghe Lazăr de Bucarest. Il étudie ensuite à l'université de Bucarest, à la faculté de commerce et d'administration, puis à l'université Alexandru Ioan Cuza de Iași, où il obtient une maîtrise en histoire.

## Parcours politique

### Débuts
George Simion commence à militer en faveur de l'unification de la Roumanie et de la Moldavie. Il crée plusieurs organisations et événements notables et participe à plusieurs manifestations en soutien aux Moldaves roumanophones. Il est, de ce fait, interdit d'entrer en Moldavie à plusieurs reprises.

### Élections européennes de 2019
Candidat indépendant aux élections européennes de 2019 en Roumanie, il prône un message « anti-parti », arguant que seul un candidat sans étiquette et non les différents intérêts partisans peut véritablement représenter les intérêts des Roumains. Il se pose en défenseur des droits des minorités roumaines, comme en Serbie ou en Ukraine, ainsi que pour la protection des droits des membres de la diaspora roumaine travaillant dans l'Union européenne. Il exprime également son intention d'arrêter la déforestation illégale du pays et la construction d'autoroutes reliant la Roumanie et la Moldavie. Il obtient 1,3 % des voix, échouant à obtenir un siège au Parlement européen.

### Création et co-présidence de l'AUR

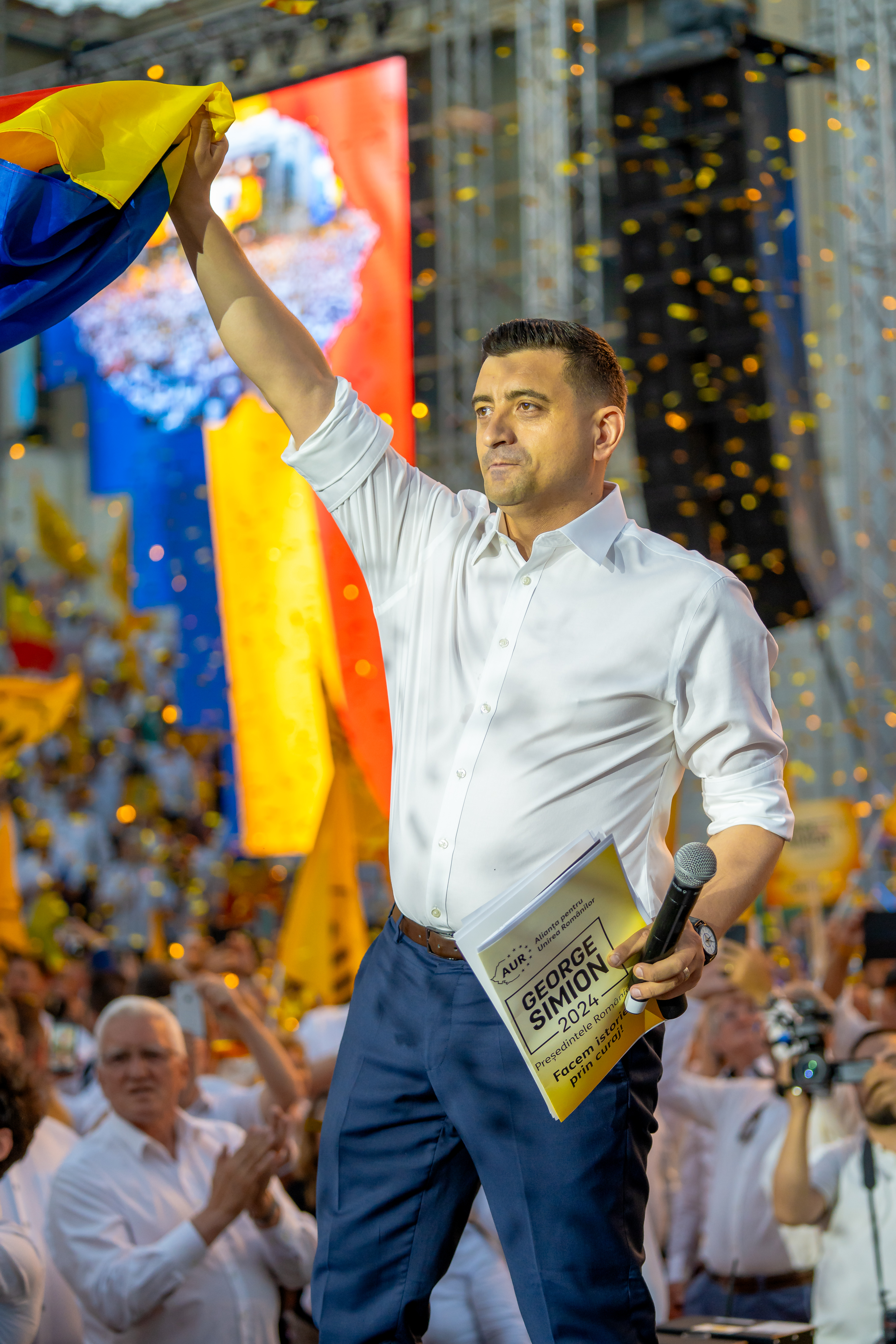
George Simion en 2024.

Le 1er décembre 2019, lors de la fête nationale roumaine, il co-fonde l'Alliance pour l'unité des Roumains (AUR) à Alba Iulia, ville qui symbolise l'unification roumaine. Avec Claudiu Târziu, il préside ce parti, défini comme d'extrême droite, ultranationaliste, notamment opposé au mariage homosexuel et à la vaccination contre la Covid-19. Il déploie sa communication notamment autour de théories complotistes sur la question des vaccins et en accusant l'Union européenne de vouloir « forcer les Roumains à manger des insectes ».

### Élections présidentielle et parlementaires de 2024
Candidat à l'élection présidentielle de 2024, il arrive en quatrième position au premier tour avec 13,86 % des suffrages exprimés. En vue du second tour, il soutient l'indépendant pro-russe Călin Georgescu, arrivé en tête et donné favori face à Elena Lasconi. Mais la Cour constitutionnelle invalide le scrutin à deux jours du second tour, une décision qu'il dénonce.
Aux élections parlementaires qui suivent, l'AUR obtient 18 % des voix – soit neuf points de plus qu'en 2020 et avec deux fois plus d'élus – tandis que le Parti de la jeunesse (POT), soutien de Călin Georgescu, fait son entrée au Parlement. George Simion est réélu député.

### Élection présidentielle de 2025

George Simion avec Călin Georgescu et Anamaria Gavrilă en mars 2025.

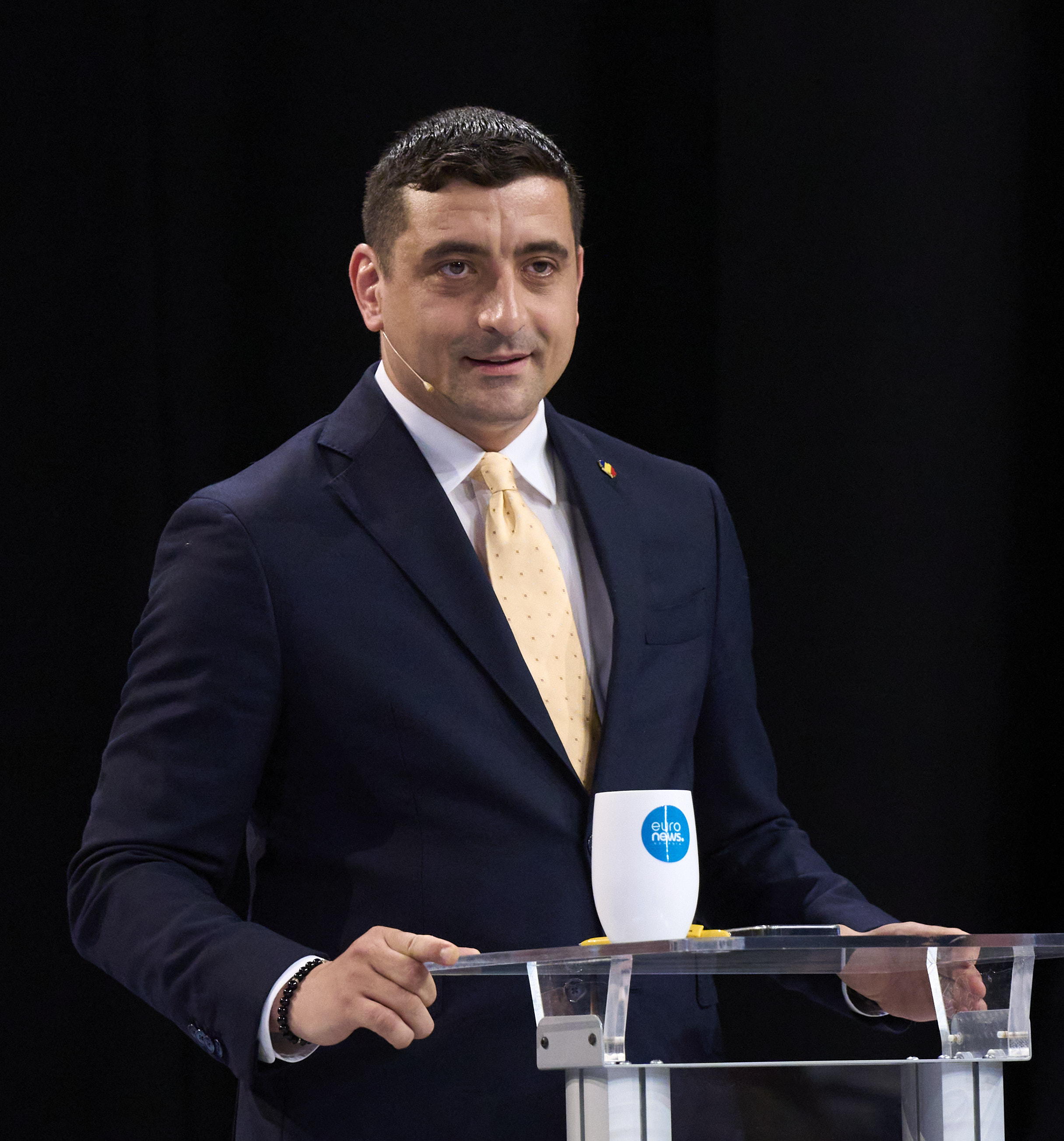
George Simion lors du débat du de l'entre deux tours de la présidentielle

George Simion se représente lors de l'élection présidentielle de 2025.
Durant sa campagne, il dénonce l'inéligibilité de Călin Georgescu et promet de le porter au pouvoir, à travers soit « un référendum, des élections anticipées ou la formation d'une coalition au Parlement qui le nommerait Premier ministre »,,.
Il est qualifié de tribun nationaliste. Il apprécie Donald Trump. Il souhaite former une alliance souverainiste dans l’Union européenne avec Giorgia Meloni, et soutient en Pologne le parti national-conservateur Droit et justice. Il est pour s'opposer à l’immigration illégale et aux sentiments antiaméricains en Europe.
Simion arrive largement en tête du premier tour, avec 40,9 % des voix, dépassant de loin le score de Georgescu lors de la précédente élection annulée. Il perd toutefois l'élection au second tour face au maire libéral de Bucarest, Nicușor Dan. Trois jours après sa défaite, Simion dépose un recours auprès de la Cour constitutionnelle pour demander l'annulation du second tour. Il justifie sa demande par des allégations d'ingérences extérieures de la France, reprenant les accusations infondées du fondateur de Telegram, Pavel Dourov, qui affirme que la Direction générale de la Sécurité extérieure lui aurait demandé de « bannir les voix conservatrices en Roumanie »,. 
La demande de recours auprès de la Cour constitutionnelle est rejetée le 22 mai 2025 par la justice, qui la juge infondée.

## Prises de position

### Conflit israélo-palestinien
En août 2023, Simion rencontre l'ambassadeur d'Israël en Roumanie, Reuven Azar, ainsi que Yossi Dagan, politicien israélien du Likoud et chef du Conseil régional de la colonie de Shomron en Cisjordanie. Lors de cette rencontre, Simion a reconnu et exprimé ses regrets concernant le rôle de la Roumanie dans l'Holocauste pendant la Seconde Guerre mondiale, en promettant de lutter contre l'antisémitisme. Il soutient également l'expansion des colonies israéliennes en Cisjordanie, en soulignant ce qu'il a décrit comme « le droit historique du peuple juif de construire et de vivre dans des communautés et des villes en Judée et en Samarie, berceau de l'histoire du peuple juif depuis les temps bibliques ».

### États-Unis et Donald Trump
George Simion est un admirateur de Donald Trump et du mouvement trumpiste. Il affirme être le seul candidat capable d'empêcher un potentiel retrait des troupes américaines de Roumanie.

### Guerre en Ukraine
En mai 2025, Simion déclare qu'il ne croyait pas que la Russie représentait une menace significative pour l'OTAN, affirmant que « la Russie n'a pas le potentiel de représenter une menace significative pour la plus grande alliance militaire du monde », précisant que le seul risque pour le flanc oriental de l'OTAN était le propre démantèlement de l'alliance. Il se prononce aussi contre l'aide militaire européenne à l'Ukraine,.
Le 18 novembre 2024, le Service de sécurité d'Ukraine impose une interdiction d'entrée de trois ans à Simion pour « activités systématiques anti-ukrainiennes ». Simion réfute ces accusations, affirmant que son interdiction était due à ses « activités pro-roumaines » et à sa défense des droits de la minorité roumaine en Ukraine.

### Irrédentisme
Il adopte aussi des positions irrédentistes et soutient la restauration des frontières roumaines d'avant la Seconde Guerre mondiale, qui incluent la totalité de la Moldavie ainsi que des parties de la Bulgarie et de l'Ukraine, ce qui lui vaut d'être déclaré persona non grata dans ces deux derniers pays.

## Controverses
L'ancien ministre de la Défense de Moldavie Anatol Șalaru a accusé Simion d'avoir rencontré un chef du Service fédéral de sécurité russe (FSB) à Tchernivtsi, en Ukraine, en 2011,.
Simion et son parti ont également été critiqués pour avoir aidé deux anciens soldats (Francisc Tobă et Nicolae Roman), accusés d'avoir participé à la répression de la révolution roumaine de 1989, à entrer au Parlement roumain. La présence des membres du parti devant l'Opéra national de Timișoara, symbole de la révolution roumaine, a également provoqué le mécontentement.